# 543

543(오백사십삼)은 542보다 크고 544보다 작은 자연수다.

## 수학
- 합성수로, 그 약수는 1, 3, 181, 543이다. 진약수의 합은 185이므로, 543은 부족수다.
  - 170번째 반소수다. 앞의 반소수는 542, 다음 반소수는 545다.
- {\displaystyle 19^{4}-1}은 543으로 나누어떨어진다.

## 과학
- NGC 543(영어판): 고래자리 방향에 있는 타원 은하.

## 교통

### 철도
- 수도권 전철 5호선 장한평역의 역번호.

### 도로
- 현도 제543호선

## 군사
- U-543(영어판): 제2차 세계 대전에 사용된 나치 독일의 군용 잠수함.

## 문화유산
- 대한민국의 보물 제543호: 홍천 물걸리 석조대좌
- 대한민국의 사적 제543호: 정읍 은선리와 도계리 고분군

## 스포츠
- 543 병살: 야구에서 3루수→2루수→1루수의 순서로 공이 움직여 이루어지는 병살.

## 작품
- K. 543: 모차르트 《교향곡 39번》의 쾨헬 번호.

## 방송
- KT HCN의 BTN 불교TV 채널 번호.

## 기타
- 연도: 543년, 기원전 543년